# Священна ліга (1538)

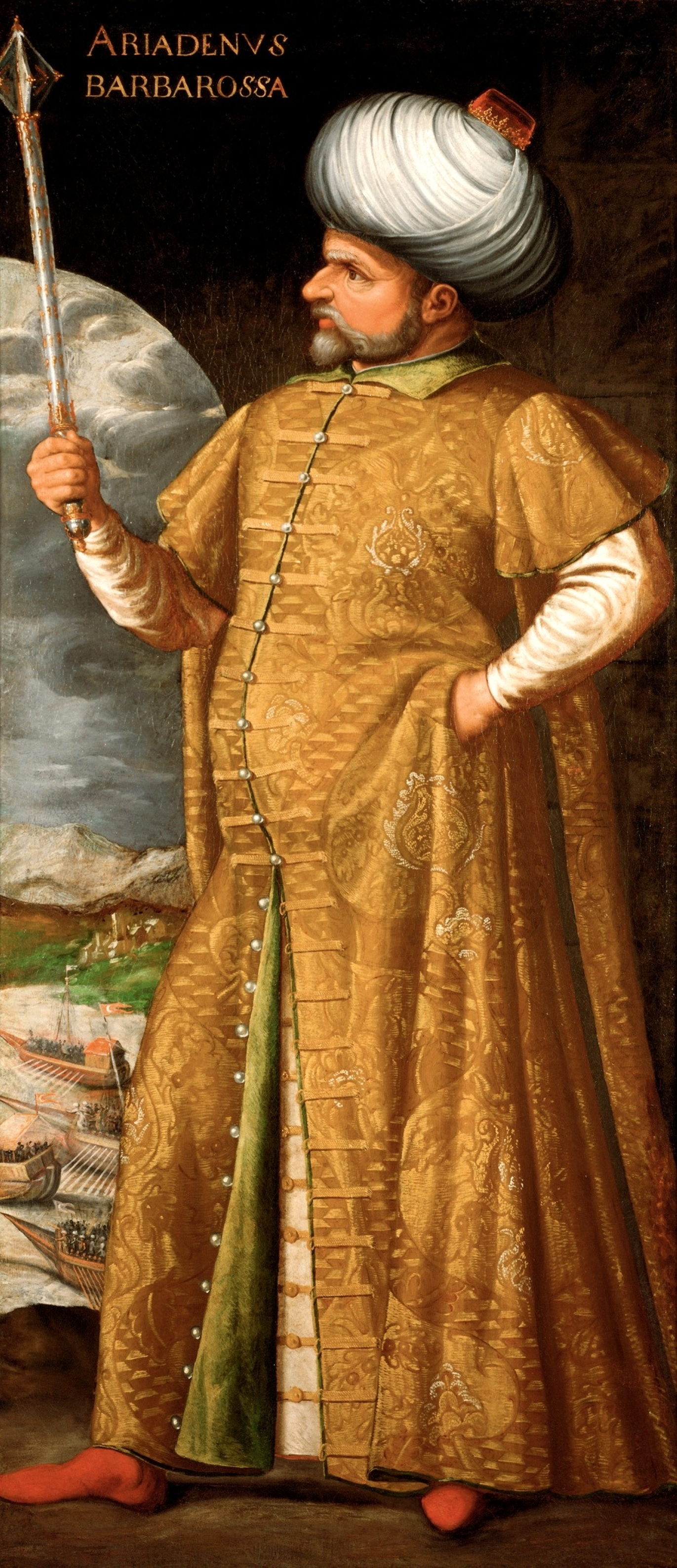
Хайр ад-Дін Барбаросса

Священна ліга (ісп. Liga Santa, італ. Lega Santa) 1538 року — короткочасний союз християнських держав, укладений папою Павлом III за наполяганням Венеційської республіки, що перебувала у війні з Османською імперією. Програна Лігою морська битва при Превезі (1538), а також вдалий для османів результат облоги Кастельнуово (1539 р.) призвели до згортання будь-яких планів Священної ліги щодо ведення війни проти османів на їх власній території і змусили Лігу розпочати переговори про закінчення війни. Війна була особливо болючою для венеційців, оскільки вони втратили більшість з залишків своїх іноземних володінь, а також показала венеційцям, що вони більше не можуть боротись з османським флотом наодинці. В 1540 році венеційці, які ініціювали створення Ліги, уклали сепаратний мир з Османською імперією, що завершив Третю венеційсько-османську війну

## Заснування Ліги
У 1537 році османський адмірал Хай ад-Дін Барбаросса, паша Алжиру, захопив венеційську фортецю Корфу та спустошив узбережжя Калабрії. Перед обличчям цієї загрози у лютому 1538 р. Павлу III вдалося зібрати «Священну лігу», до складу якої, крім Папської держави і Священної Римської Імперії увійшли найпотужніші християнські морські держави Середземномор'я — Іспанія разом з Неаполітанським та Сицилійським королівствами, Генуезька республіка, Венеційська республіка та Мальтійський орден.
Щоб протистояти Барбароссі та його флоту з приблизно 120 галер і фуст, Ліга зібрала флот із 302 кораблів (162 галери та 140 вітрильників) у вересні 1538 року поблизу Корфу. Її верховним головнокомандувачем був генуезький адмірал Андреа Доріа, який перебував тоді на службі імператора Карла V.

## Поразка флоту Ліги під Превезою
Два флоти зустрілися 28 вересня 1538 року в битві при Превезі, і Барбаросса завдав рішучої поразки чисельно переважаючому християнському альянсу. Лідерство Доріа в битві було не дуже енергійним і, як вважається, стало основною причиною поразки Ліги. Вважається, що його дії в Превезі пояснюються його небажанням ризикувати власними кораблями (він особисто володів кількома з них) і пожертвувати ними заради блага Венеції, традиційного суперника його рідного міста Генуї.